# Giải vô địch cờ vua thế giới 1948

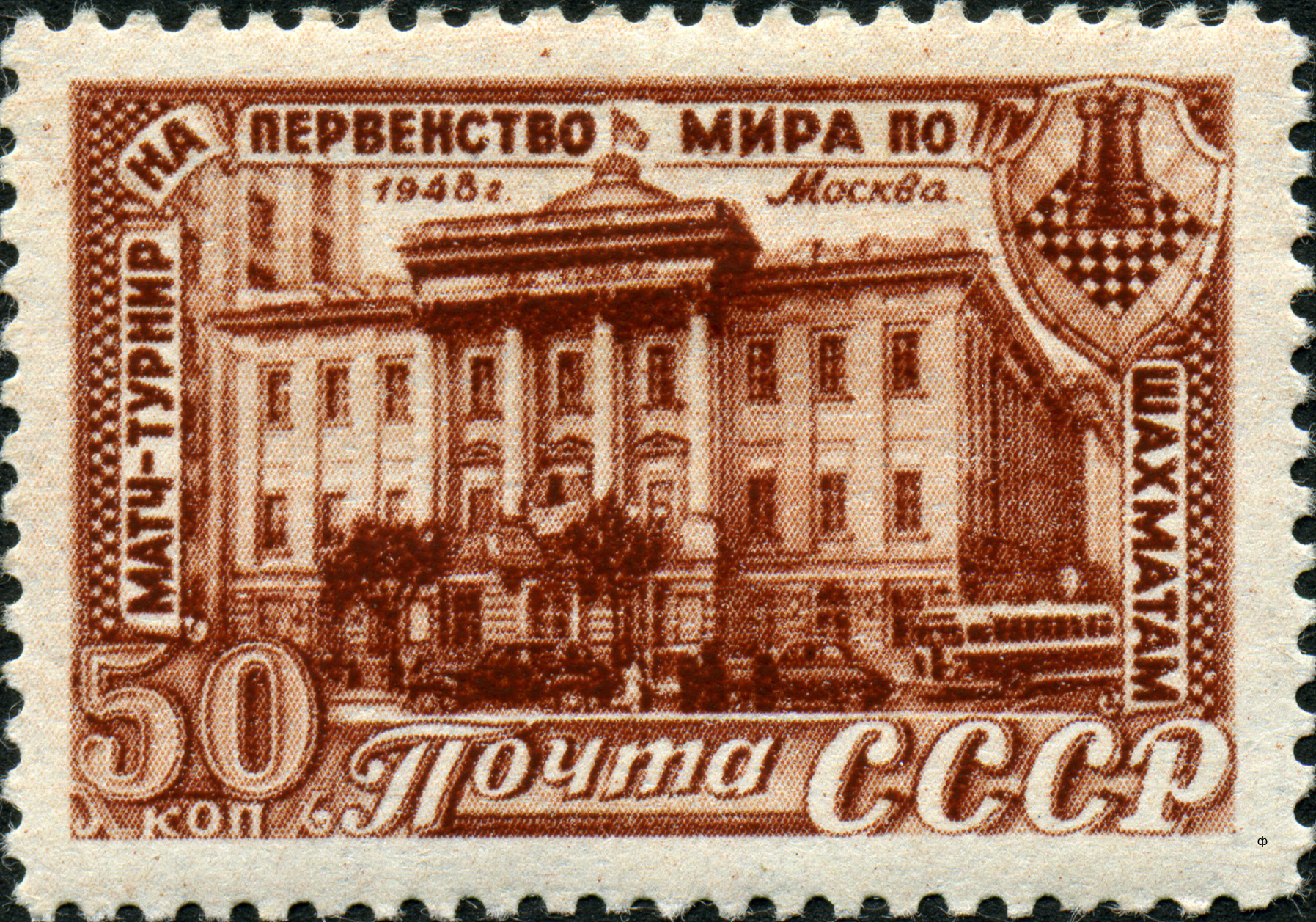
Con tem Liên Xô phát hành nhân dịp Giải vô địch cờ vua thế giới 1948, với hình ảnh của Tòa nhà Liên bang là nơi tổ chức giải đấu.

Giải vô địch cờ vua thế giới 1948 là một giải đấu vòng tròn năm lượt, để xác định ra nhà vô địch cờ vua thế giới mới, sau khi vua cờ Alexander Alekhine qua đời năm 1946. Giải đấu đánh dấu lần đầu tiên do Liên đoàn cờ vua thế giới (FIDE) tổ chức, dù FIDE được thành lập từ năm 1924. Mikhail Botvinnik vô địch giải đấu năm người, bắt đầu kỷ nguyên thống trị của cờ vua Liên Xô trên đấu trường quốc tế trong vòng hơn hai mươi năm liên tục.

## Bối cảnh
Thông thường, một vua cờ mới giành được danh hiệu bằng việc đánh bại đương kim vua cờ trong trận đấu tranh ngôi. Cái chết của Alekhine khiến làng cờ rơi vào tình trạng không có vua cờ, do vậy việc tiến hành tranh ngôi theo thể thức thông thường không thực hiện được. Tình hình khá hỗn loạn, với nhiều kỳ thủ và bình luận viên có tên tuổi đề ra nhiều giải pháp khác nhau. FIDE nhận thấy rất khó để tổ chức các cuộc thảo luận sớm về cách giải quyết tình hình này, vì các vấn đề liên quan đến kinh phí và di chuyển quá sớm sau khi kết thúc Chiến tranh thế giới thứ hai, đã ngăn cản nhiều quốc gia cử đại diện tham dự, mà đáng chú ý nhất là Liên Xô. Sự thiếu hụt thông tin cụ thể khiến các tạp chí đăng tin đồn và suy đoán, điều này chỉ làm cho tình hình càng thêm rối ren.
Giải pháp trong thực tế giống với đề xuất ban đầu của FIDE và đề xuất do Liên Xô đưa ra. Giải cờ vua AVRO 1938, giải đấu được đánh giá là một trong những giải đấu mạnh nhất trong lịch sử, được sử dụng làm nền tảng cho Giải vô địch thế giới 1948. Giải AVRO có tám kỳ thủ, được coi là những kỳ thủ hàng đầu thế giới tại thời điểm đó. Sau mười năm thì đương kim vua cờ Alekhine và cựu vua cờ José Raúl Capablanca đã qua đời. Do đó FIDE quyết định sáu kỳ thủ còn lại của giải AVRO sẽ thi đấu vòng tròn bốn lượt để chọn ra nhà vô địch thế giới. Họ là cựu vua cờ Max Euwe (Hà Lan); Mikhail Botvinnik, Paul Keres và Salo Flohr (Liên Xô); Reuben Fine và Samuel Reshevsky (Mỹ).
Đề xuất này có một chút thay đổi, khi Liên Xô được phép thay thế Flohr bằng Vasily Smyslov, một kỳ thủ trẻ hơn đã nổi lên trong những năm thế chiến và rõ ràng mạnh hơn. Reuben Fine quyết định không thi đấu vì lý do không rõ ràng. Có một đề xuất cho Miguel Najdorf thay thế, tuy nhiên đến cuối cùng giải đấu chỉ tiến hành với năm kỳ thủ, do vậy tăng lên thành vòng tròn năm lượt.

## Giải vô địch
Trước giải đấu, Botvinnik được xem như ứng viên vô địch vì chiến thắng ở Groningen 1946 và những kết quả trước chiến tranh. Keres và Reshevsky là những kỳ thủ quen mặt tại các giải đấu quốc tế. Mặc dù là cựu vua cờ, Euwe có phong độ khá tệ kể từ giải Groningen. Smyslov không được phương Tây biết đến nhiều, vì ông chỉ xuất hiện ở hai giải đấu quốc tế trước đó: hạng ba tại Groningen và đồng hạng nhì tại Warszawa 1947.
Đoàn Liên Xô mang đến một lực lượng hùng hậu gồm khoảng 21 người: ba kỳ thủ Botvinnik, Keres và Smyslov; các trợ tá của họ lần lượt là Viacheslav Ragozin, Alexander Tolush và Vladimir Alatortsev; các phóng viên (cũng là những kỳ thủ hàng đầu) Igor Bondarevsky, Salo Flohr và Andor Lilienthal; thành viên ủy ban trọng tài Alexander Kotov; cùng trưởng đoàn, bác sĩ, người thân kỳ thủ... Do thi đấu ở châu Âu nên đoàn Mỹ chỉ có duy nhất Reshevsky. Đến phút cuối Lodewijk Prins được nhận làm trợ tá của Reshevsky. Theo van Scheltinga làm trợ tá cho Euwe.
Một phần giải đấu diễn ra ở Den Haag (từ 2 đến 25 tháng 3) và phần còn lại diễn ra ở Moskva (từ 11 tháng 4 đến 17 tháng 5).

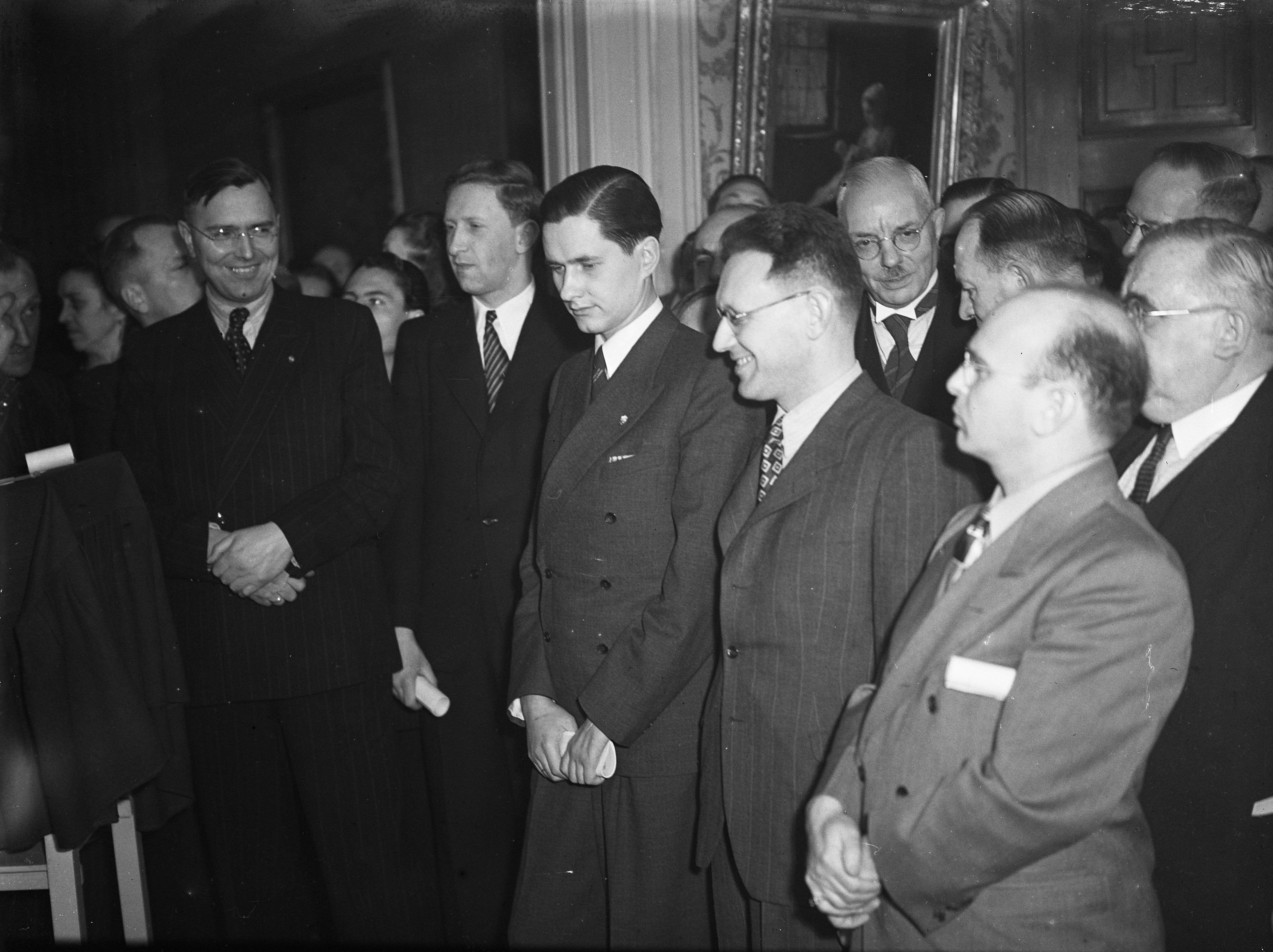
Năm kỳ thủ: Euwe, Smyslov, Keres, Botvinnik và Reshevsky
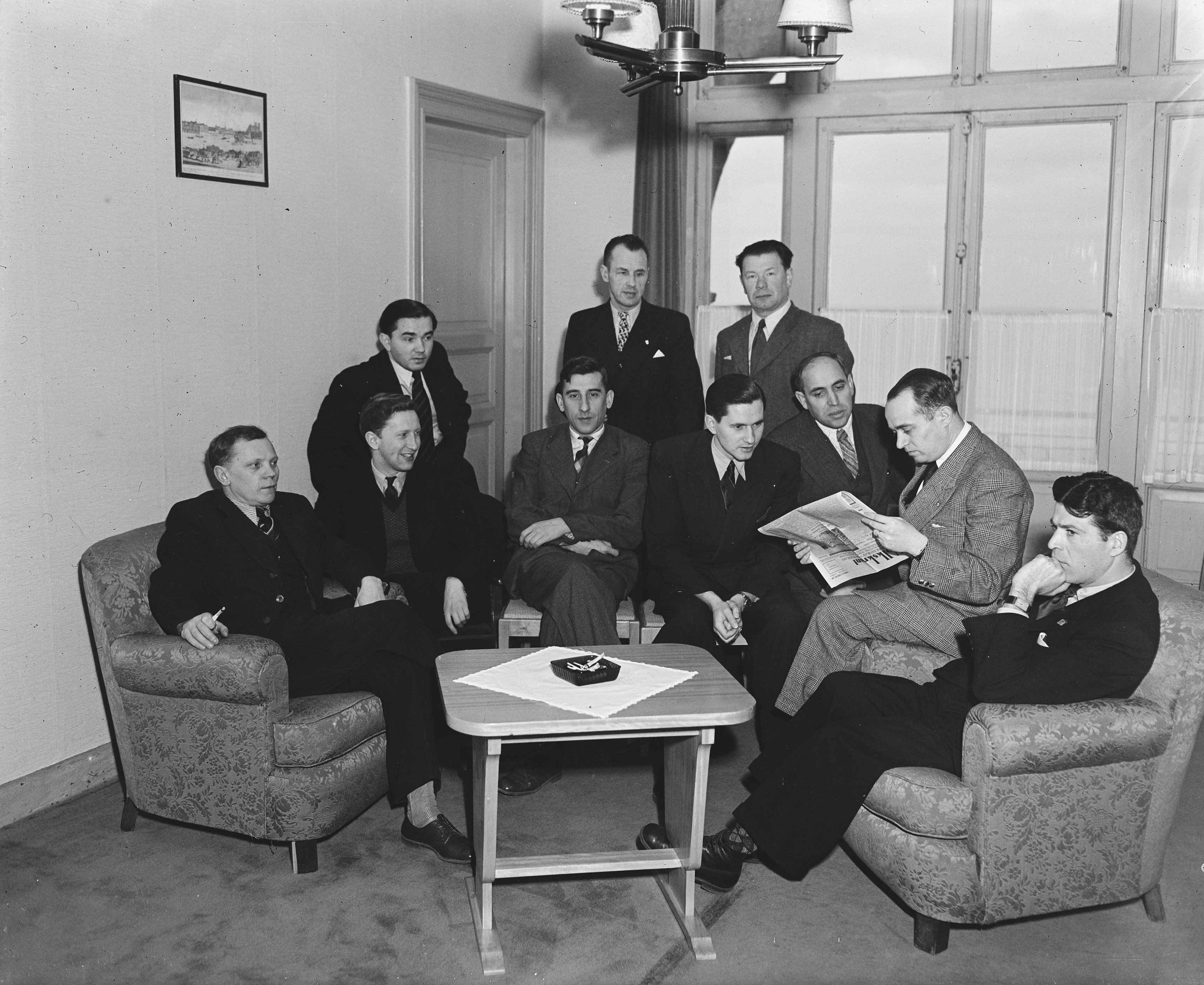
Đoàn Liên Xô
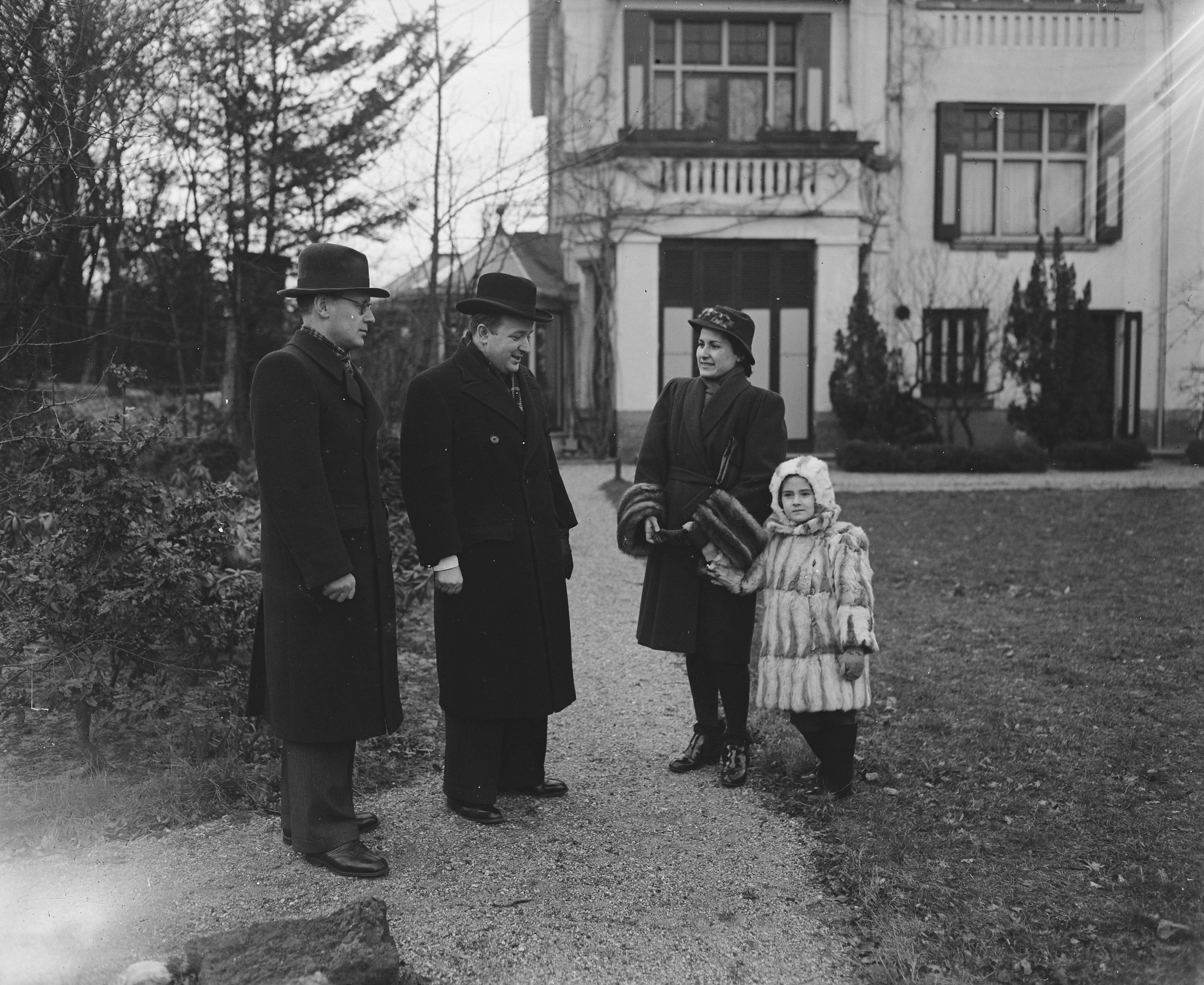
Botvinnik và đại sứ Liên Xô Valkov
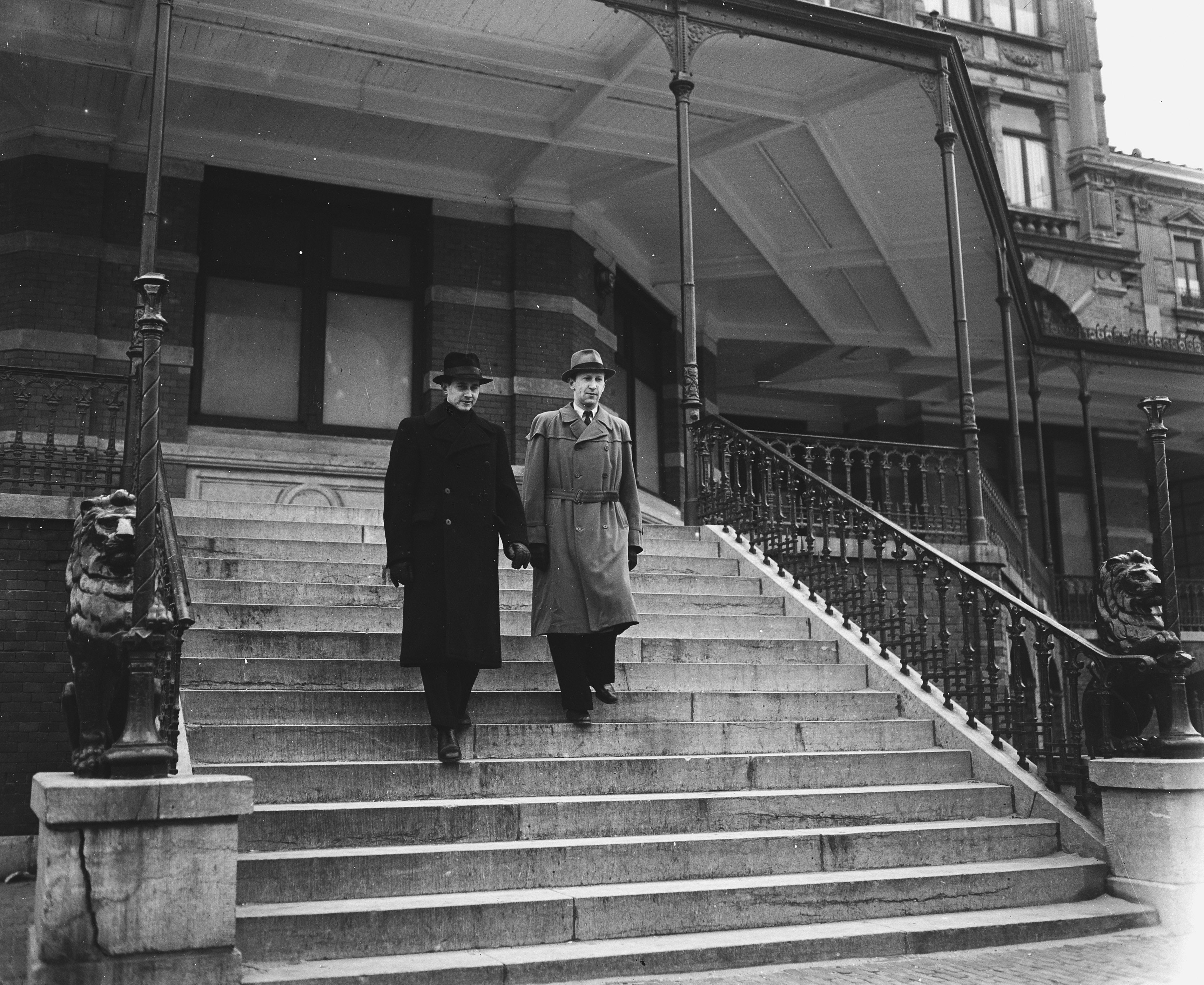
Keres và Smyslov tại khách sạn Kurhaus
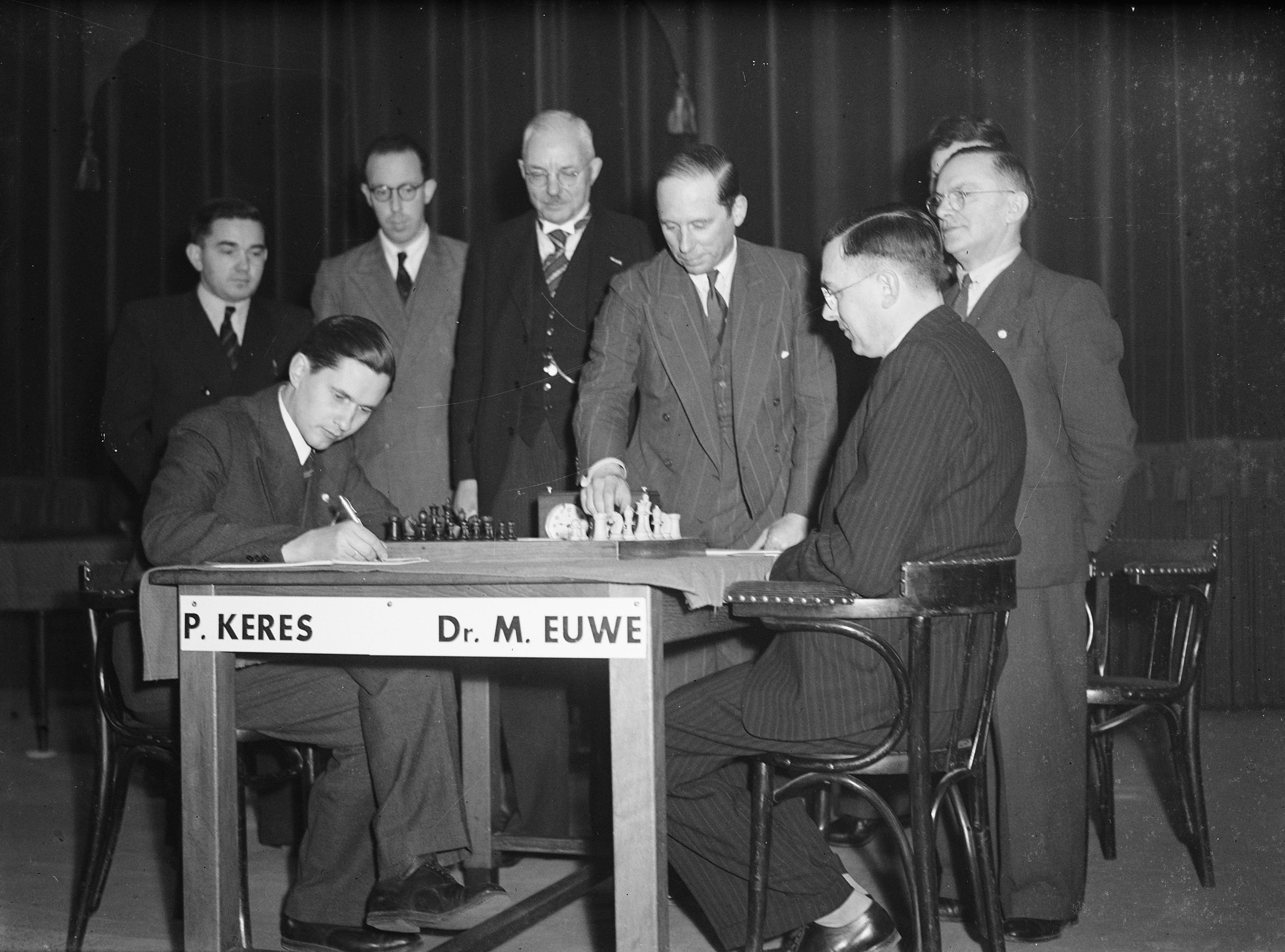
Keres vs. Euwe
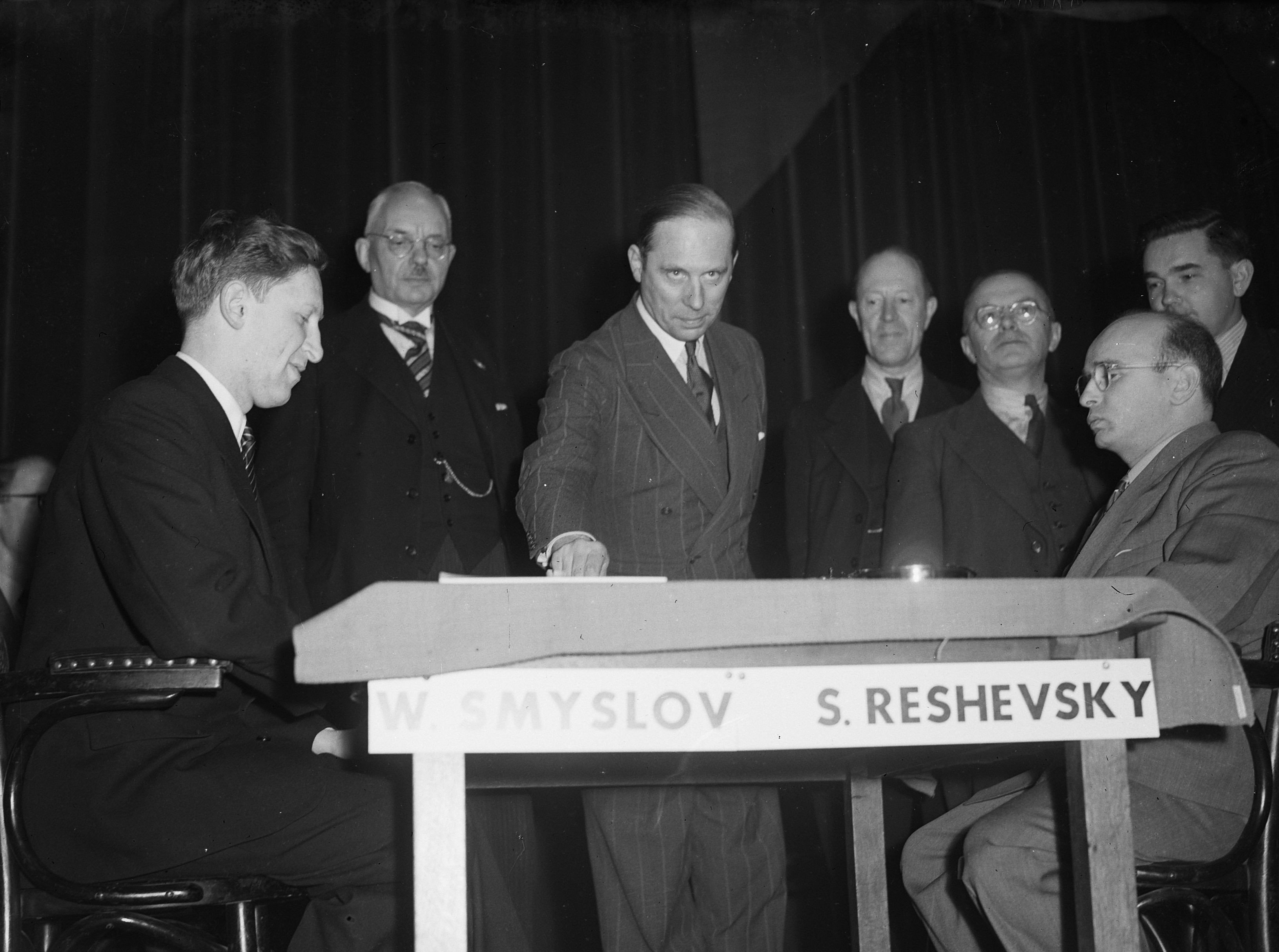
Smyslov vs. Reshevsky

Botvinnik trở thành vua cờ thứ sáu sau khi vô địch thuyết phục với số điểm 14/20. Ông có điểm dương (tức thắng nhiều hơn thua) trước tất cả các đối thủ.  Smyslov về nhì với 11 điểm, xếp trên Keres và Reshevsky 10½ điểm. Cựu vua cờ Euwe có phong độ thấp, xếp cuối chỉ với 4 điểm.

### Kết quả
| Kỳ thủ                      | V 5 | V 10 | V 15 | V 20 | V 25 |
| --------------------------- | --- | ---- | ---- | ---- | ---- |
| Mikhail Botvinnik (Liên Xô) | 3½  | 6    | 9    | 12   | 14   |
| Vasily Smyslov (Liên Xô)    | 2   | 4    | 5½   | 8½   | 11   |
| Paul Keres (Liên Xô)        | 2   | 4    | 6½   | 7½   | 10½  |
| Samuel Reshevsky (Mỹ)       | 2½  | 4½   | 6    | 8½   | 10½  |
| Max Euwe (Hà Lan)           | 0   | 1½   | 3    | 3½   | 4    |

| Kỳ thủ                      | Botvinnik | Smyslov   | Keres     | Reshevsky | Euwe      | Điểm |
| --------------------------- | --------- | --------- | --------- | --------- | --------- | ---- |
| Mikhail Botvinnik (Liên Xô) | –         | ½ ½ 1 ½ ½ | 1 1 1 1 0 | 1 ½ 0 1 1 | 1 ½ 1 ½ ½ | 14   |
| Vasily Smyslov (Liên Xô)    | ½ ½ 0 ½ ½ | –         | 0 0 ½ 1 ½ | ½ ½ 1 ½ ½ | 1 1 0 1 1 | 11   |
| Paul Keres (Liên Xô)        | 0 0 0 0 1 | 1 1 ½ 0 ½ | –         | 0 ½ 1 0 ½ | 1 ½ 1 1 1 | 10½  |
| Samuel Reshevsky (Mỹ)       | 0 ½ 1 0 0 | ½ ½ 0 ½ ½ | 1 ½ 0 1 ½ | –         | 1 ½ ½ 1 1 | 10½  |
| Max Euwe (Hà Lan)           | 0 ½ 0 ½ ½ | 0 0 1 0 0 | 0 ½ 0 0 0 | 0 ½ ½ 0 0 | –         | 4    |

## Tranh cãi
Vì Keres thua cả bốn ván đầu tiên trước Botvinnik, chỉ thắng ván thứ năm khi kết quả giải đấu đã ngã ngũ, do vậy đã dấy lên nghi ngờ rằng Keres bị buộc phải thua để tạo điều kiện cho Botvinnik trở thành nhà vô địch.
Sử gia cờ vua Taylor Kingston đã điều tra tất cả các bằng chứng và lập luận sẵn có, và kết luận rằng: Các quan chức cờ vua Liên Xô đã đưa ra những gợi ý rõ ràng cho Keres rằng ông không nên cản trở nỗ lực giành chức vô địch thế giới của Botvinnik. Botvinnik chỉ phát hiện ra điều này khoảng nửa chặng đường của giải đấu và phản đối kịch liệt đến mức khiến các quan chức Liên Xô tức giận. Keres có lẽ không cố tình để thua Botvinnik hoặc bất kỳ ai khác trong giải đấu. Kingston đã ra mắt một bài báo tiếp theo, sau khi công bố thêm bằng chứng, mà ông tóm tắt trong bài báo thứ ba của mình. Trong một cuộc phỏng vấn hai phần sau đó với Kingston, đại kiện tướng và cũng là quan chức Liên Xô Yuri Averbakh cho rằng: Stalin không ra lệnh rằng Keres phải thua Botvinnik; Smyslov có lẽ là ứng viên được các quan chức ưa thích nhất; Keres bị căng thẳng tâm lý nghiêm trọng do hậu quả của những cuộc xâm lược vào Estonia, quê hương của ông, và sau đó ông bị các quan chức Liên Xô đối xử tệ cho đến cuối năm 1946; và Keres kém cứng rắn về mặt tinh thần hơn các đối thủ của ông.
Keres từng chia sẻ với Bent Larsen rằng những lời đồn đại là sai sự thực, ông thua Botvinnik một cách sòng phẳng và công bằng (J.Aagaard).